# Jean Mogast
Jean Mogast war ein französischer Goldschmied und Bildhauer. Mogast ist im 16. Jahrhundert in Tours nachgewiesen. Er schuf ab 1507 die Silberstatue des heiligen Mauritius am Hochaltar der Kathedrale von Angers, die im am 21. März 1510 ausgeliefert wurde.